# Font dels Eucaliptus
La Font dels Eucaliptus es troba al Parc de la Serralada Litoral, la qual és situada en un planell on hi ha un petit bosquet de set o vuit eucaliptus i, també, un refugi de caçadors.

## Entorn i descripció
Temps enrere, l'indret era un lloc de descans de caçadors i destinació de plàcides excursions des d'Alella però, actualment, està abandonat. L'aigua procedeix d'una mina i és recollida en una cisterna situada just al costat de la boca. Aquesta cisterna és de factura senzilla però elegant, amb coberta de mitja volta catalana d'aresta, feta amb fulla de rajola doblada amb maó. La llinda del portal és un magnífic bloc de pedra (lamentablement pintat pels brètols). El 10 de febrer del 2011 el Consorci del Parc de la Serralada Litoral va finalitzar els treballs de restauració d'aquesta font consistents en refer la mina i la mota de davant de la bassa, i sanejar el tub de subministrament i la bassa. També es va realitzar una recuperació de tots els elements arquitectònics que envolten la font.

## Accés
És ubicada a Alella: al final del carrer Berguedà (de la urbanització Mas Coll d'Alella), surt un camí que s'enfila cap a la muntanya. El seguim sempre amunt uns 400 metres, fins a trobar un trencall a la dreta, on un cartell clavat en un pi indica la font.